# Platyarthrus mesasiaticus
Platyarthrus mesasiaticus is een pissebed uit de familie Platyarthridae. De wetenschappelijke naam van de soort is voor het eerst geldig gepubliceerd in 1976 door Borutzkii.